# Arcești-Cot, Olt
Arcești-Cot este un sat în comuna Pleșoiu din județul Olt, Oltenia, România. Se află în partea de vest a județului, în Câmpia Romanaților.